# Dorothea von Pfalz-Simmern

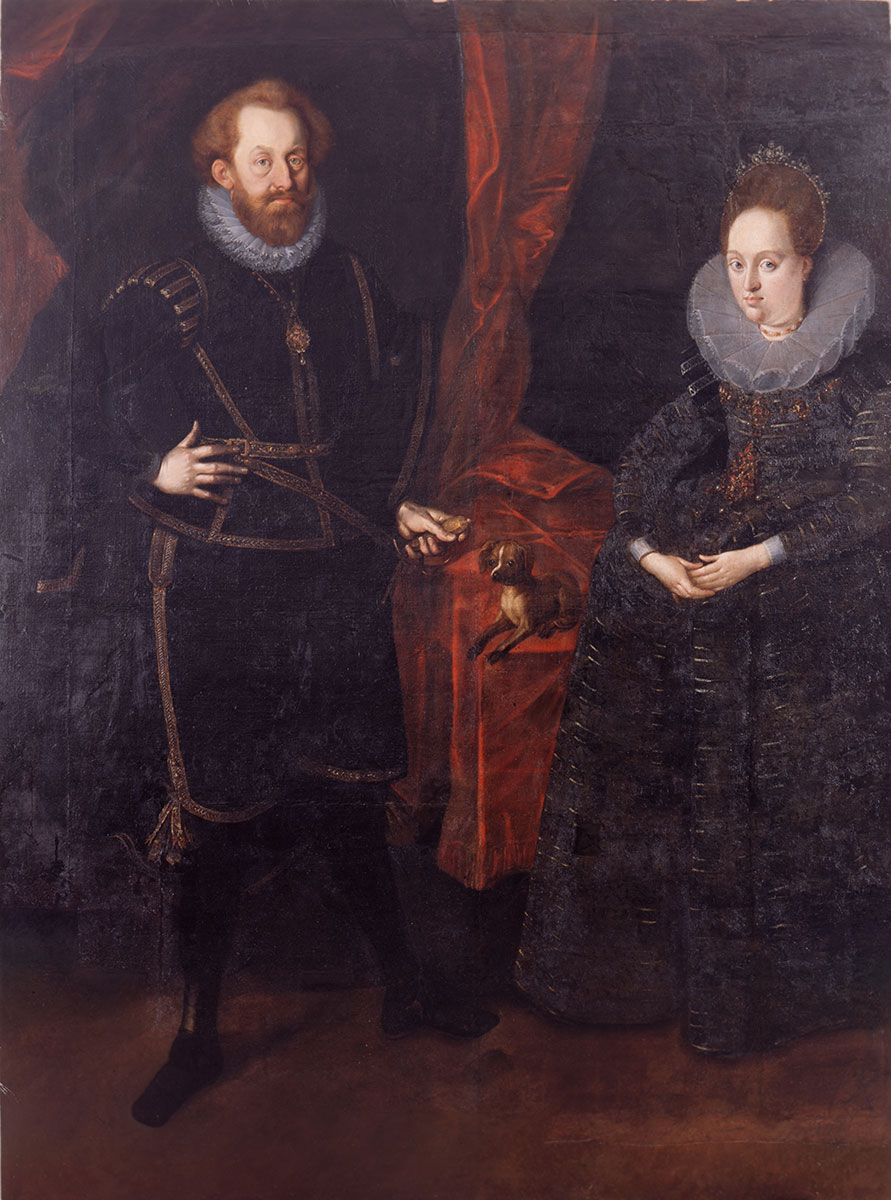
Doppelportrait von Fürst Georg I. von Anhalt-Dessau (1567–1618) und seiner zweiten Gemahlin Dorothea von Pfalz-Simmern (1581–1631), um 1600

Dorothea von Pfalz-Simmern (* 6. Januar 1581 in Kaiserslautern; † 18. September 1631 in Sandersleben) war eine Pfalzgräfin von Simmern und durch Heirat Fürstin von Anhalt-Dessau.

## Leben
Dorothea war das einzige überlebende Kind des Pfalzgrafen Johann Kasimir von Simmern (1543–1592) aus dessen Ehe mit Elisabeth (1552–1590), Tochter des Kurfürsten August von Sachsen.
Sie heiratete am 21. Februar 1595 in Heidelberg Fürst Johann Georg I. von Anhalt-Dessau (1567–1618). Die Vermählung leitete Kurfürst Friedrich IV. von der Pfalz, ihr Vormund, in die Wege. Unter dem Einfluss seiner Gemahlin trat Johann Georg I. 1596 offen zum Calvinismus über. Nach dem Tod ihres Mannes zog sich Dorothea auf ihr Wittum Amt und Schloss Sandersleben zurück.
Dorothea wurde in der Dessauer Marienkirche bestattet. Das Grabdenkmal ließen ihre beiden älteren Söhne 1631 setzen. Unter dem Namen Die Gastfreie war Dorothea Mitglied der Tugendlichen Gesellschaft.

## Nachkommen
Aus ihrer Ehe hatte Dorothea folgende Kinder:
- Johann Kasimir (1596–1660), Fürst von Anhalt-Dessau

⚭ 1. 1623 Prinzessin Agnes von Hessen-Kassel (1606–1650)
⚭ 2. 1651 Prinzessin Sophie Margarete von Anhalt-Bernburg (1615–1673)
- Anna Elisabeth (1598–1660)

⚭ 1617 Graf Wilhelm Heinrich von Bentheim-Steinfurt (1584–1632)
- Friedrich Moritz (1600–1610)
- Eleonore Dorothea (1602–1664)

⚭ 1625 Herzog Wilhelm von Sachsen-Weimar (1598–1662)
- Sibylle Christine (1603–1686)

⚭ 1. 1627 Graf Philipp Moritz von Hanau-Münzenberg (1605–1638)
⚭ 2. 1647 Graf Friedrich Casimir von Hanau-Lichtenberg (1623–1685)
- Heinrich Waldemar (1604–1606)
- Georg Aribert (1606–1643)

⚭ 1637 Johanna Elisabeth von Krosigk († nach 1686)
- Kunigunde Juliane (1608–1683)

⚭ 1642 Landgraf Hermann IV. von Hessen-Rotenburg (1607–1658)
- Susanna Margarete (1610–1663)

⚭ 1651 Graf Johann Philipp von Hanau-Lichtenberg (1626–1669)
- Johanna Dorothea (1612–1695)

⚭ 1636 Graf Moritz von Bentheim-Tecklenburg (1615–1674)
- Eva Katharine (1613–1679)